# Justyna Mazur
Justyna Mazur-Kudelska (ur. 11 lutego 1986 w Zabrzu) – polska podcasterka i blogerka.
Studiowała dziennikarstwo oraz psychologię na Uniwersytecie Jagiellońskim w Krakowie, ale nie ukończyła tych studiów. Jest absolwentką Polskiej Szkoły Reportażu, którą ukończyła pracą „Cierpienia wewnętrznego krytyka” opublikowaną w magazynie reporterskim Non/Fiction. Obecnie mieszka w Warszawie. Autorka podcastów Piąte: nie zabijaj, Pogadajmy o życiu, Piąte przez dziesiąte, których odcinki odsłuchano już ponad 30 000 000 razy. Swoją obecność w Internecie rozpoczęła od bloga Krótki poradnik jak ogarnąć życie. Od początku swojego istnienia, podcast Piąte: nie zabijaj znajduje się w pierwszej dziesiątce najpopularniejszych podcastów w Polsce oraz jest jednym z dwóch polskich podcastów, które znalazły się w globalnym zestawieniu 100 najczęściej słuchanych podcastów.

## Blog

### Krótki Poradnik Jak Ogarnąć Życie[9]
Założony w 2012 roku, opowiadał o życiu, w którym trudno się odnaleźć. Jego spora część stanowiła zapis z postępów w psychoterapii, którą autorka wówczas przechodziła. Jednym z głośniejszych tekstów na blogu był wpis „Horror, który przeżyłam”, przedrukowany w serwisie Na Temat, opisujący schemat oszustwa internetowego, którego autorka padła ofiarą w 2009 roku. Krótki Poradnik w 2015 roku zajął pierwsze miejsce w kategorii „Życie i społeczeństwo” w prestiżowym konkursie Blog Roku oraz zdobył wyróżnienie główne w tym samym konkursie.

## Podcasty

### Słuchowisko. Pogadajmy o życiu
Poruszaną na swoim nagrodzonym blogu tematykę Justyna kontynuowała w podcaście Słuchowisko. Pogadajmy o życiu. Pierwsze odcinki opublikowane zostały we wrześniu 2018 roku. W odcinkach specjalnych, autorka rozmawia z gośćmi.

### Piąte: nie zabijaj
Podcast z gatunku true crime stworzony w lutym 2019 roku, w którym Justyna opowiada wybrane przez siebie najciekawsze polskie sprawy kryminalne, skupiając się na ich psychologicznym i socjologicznym aspekcie. Osiągnął status najpopularniejszego podcastu kryminalnego prowadzonego przez kobietę, a dziś znajduje się na podium polskich podcastów kryminalnych. Niektóre odcinki wywołały dyskusję społeczną, m.in. seria dwóch odcinków dot. Anneliese Michel, przez którą szerzej zaczęto mówić o stanach lękowych i wpływie głębokiej depresji i schizofrenii na umysł i ciało człowieka. Podcast znajduje się w czołówce słuchanych podcastów w Polsce.

### Piąte przez dziesiąte
Założony w 2021 roku podcast, jest dostępny również w formie video na platformie Youtube. Justyna prowadzi go razem ze swoim mężem Krzysztofem. Jest to komediowy talk-show, jednak oboje wykorzystują jego zasięgi do prowadzenia sporadycznych rozmów na poważne tematy. W jednym z odcinków gościnnie wystąpił reporter Witold Szabłowski, w którym wraz z prowadzącymi edukował o wojnie informacyjnej i zagrożeniach płynących z dezinformacji.

### Odwilż
W duecie z Marcinem Myszką – autorem podcastu Kryminatorium stworzyli audycję Odwilż dostępną w Empik Go. Ten podcast jest uzupełnieniem serialu o tym samym tytule, który oglądać można w serwisie HBO Max.

## Działalność charytatywna
Justyna tworzy płatne odcinki swojego podcastu Piąte: nie zabijaj, z których część dochodu przeznacza na cele charytatywne. Jeden z nich to odcinek “Ja już stąd nie wrócę” dot. Magdaleny Żuk. Z treści płatnych pomoc otrzymało wiele osób, a dzięki takim działaniom od 2021 roku, konta wybranych fundacji Justyna zasiliła kwotą 350 tysięcy złotych.

## Inne projekty

### Małe końce świata
W 2021 roku ukazała się jej debiutancka książka Małe końce świata. To podzielona na jedenaście rozdziałów opowieść o trudnych historiach z życia autorki, z których czytelnicy mogą wynieść lekcję i skonfrontować ze swoimi życiowymi doświadczeniami. Jedną z najważniejszych historii jest "Horror, który przeżyłam", opisujący schemat oszustwa internetowego, którego autorka padła ofiarą. Tekst był przedrukowany w serwisie Na Temat w 2014 roku. Pozycja jest dostępna również w formie audiobooka.

### Pod czarną ziemią
Audioserial przedstawiający historię Zdzisława Marchwickiego, przez media okrzykniętego „Wampirem z Zagłębia” oraz uznawanego za jego następcę seryjnego zabójcy Joachima Knychały. Zdzisław Marchwicki po dziś dzień oficjalnie uznany jest za seryjnego zabójcę, choć jego wina stoi pod dużym znakiem zapytania.

### Porozmawiajmy szczerze o otyłości
Justyna stworzyła cykl czterech rozmów Porozmawiajmy szczerze o otyłości, w których rozmawia o jej leczeniu, odbiorze w społeczeństwie, przyczynach oraz zapobiegania. W formacie wystąpili m.in. Janina Bąk i prof. Paweł Bogdański.

## Telewizja
W 2021 roku Justyna Mazur-Kudelska prowadziła program Jedno z nas zabije, który dostępny był na kanale Crime+Investigation Polsatu. W programie Justyna przedstawia historie miłosne, które zakończyły się zabójstwem. Odcinki dostępne są również w formie podcastu w radiu TOK FM.

## Nagrody i wyróżnienia
Jest laureatką nagród Best Stream Awards 2019, Empik Go Best Audio 2020, Blog Roku 2014. Od początku swojego istnienia, podcast Piąte: nie zabijaj znajduje się w pierwszej dziesiątce najpopularniejszych podcastów w Polsce. Podcast Słuchowisko krótko po powstaniu trafił do pierwszej czwórki najpopularniejszych podcastów na polskim Spotify.